# Jan Ludwik Klejna
Jan Ludwik Klejna (ur. 8 maja 1668 w Wiesiółce k. Wałcza, zm. 30 kwietnia 1749 tamże) – polski szlachcic herbu Wilcza Głowa, major wojsk koronnych, komisarz i subdelegat powiatu wałeckiego. Syn Jerzego Klejny.

## Życiorys

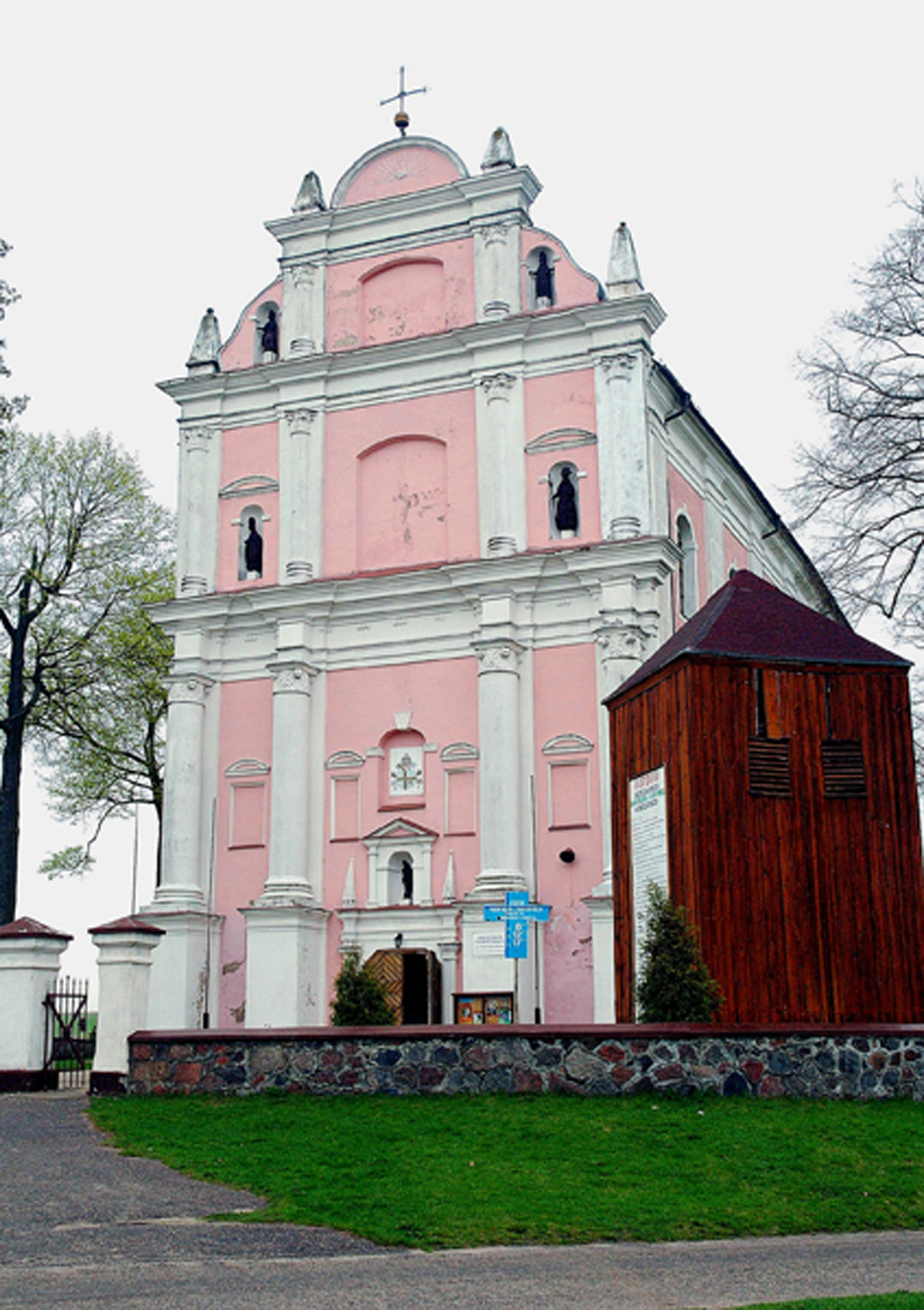
Kościół w Skrzatuszu.

Jan Ludwik Klejna przejął majątek po zmarłym tragicznie bracie Antonim Klejnie (zm. 11 marca 1713). Jan Ludwik, jak i jego ojciec Jerzy Klejna, także służył w polskim wojsku. Wziął dymisję z wojska, w stopniu majora, po śmierci brata Antoniego w 1713 r. i wrócił do majątku rodzinnego pod Wałczem. Miał wtedy już 45 lat i był wciąż bez rodziny. Ożenił się z Marianną Turno, herbu Trzy Kotwice, w 1714 r. Marianna Turno, córka Ertmana-Fryderyka Turno i Doroty Arcemberskiej de Hertzberg, pochodziła ze znamienitej wielkopolskiej rodziny, z tzw. „linii objezierskiej”. Była to rodzina zacna i zasłużona dla Rzeczypospolitej. Ertman-Fryderyk, teść Ludwika, był też żołnierzem. Wraz z Jerzym Klejną uczestniczył w wyprawie na sejm elekcyjny do Warszawy w 1669 r., gdzie obaj byli elektorami Wiśniowieckiego.

## Życie społeczne
Ludwik Klejna brał czynny udział w życiu społecznym Wielkopolski. 17 sierpnia 1716 r. na sejmiku województw poznańskiego i kaliskiego, odbywającym się pod Nakłem, został jednogłośnie wybrany komisarzem powiatu wałeckiego. Funkcję tę pełnił do śmierci. W 1734 r. był Komisarzem miasta Wałcza w sprawie wyznaczenia granicy Jastrowia. W tym czasie podjęto decyzję o utworzeniu powiatu w mieście Jastrowie. Ludwik nadzorował prace nad wytyczeniem granicy nowego powiatu. Na dokumentach z 1734 r. zachowała się jego pieczęć sygnetowa z herbem Wilcze Głowy. W tymże roku, starosta ujski wśród pięciu posłańców w sprawie burmistrza z Jastrowia wymienia szlachcica Jana Ludwika Klejnę – Komisarza Wałcza. Był on także wielkim przyjacielem księży w Skrzatuszu i Jezuitów w Wałczu. Kronika Jezuitów Wałeckich wymienia go kilkakrotnie. 1 stycznia 1736 r. odbyły się uroczystości w święto Obrzezania Pańskiego w Wałczu. Jednym z najznakomitszych gości był Jan Ludwik – tak mówi o nim Kronika Jezuitów Wałeckich: „Annus 1736 – święto Obrzezania Pańskiego – przybyło dużo znakomitych gości – MD(Magnificus Dominus – Wielmożny Pan) Klejna – specjalny przyjaciel Jezuitów i Komisarz Wałcza. Dalej w opisie tego samego wydarzenia czytamy: „...gdy niebo jest przychylne i z większą ilością ludzi niż w roku minionym nowy rok 1736 powitaliśmy i uroczystość Obrzezania Pańskiego uroczyście obchodziliśmy. Do niemieckiego kazania został zaproszony przez nas bardzo znakomity wielebny Pan Przełożony Wałcza, w którym najbardziej szlachetny pasterz dla całej trzody i dla każdego słuchacza dał obfity datek. Nasi zaś posługujący uszy nadstawili dla spowiadających się. Zmęczonych pracą w świątyni przyjął Refektarz i mimo szczupłości plonów podjął obiadem najgodniejszych gości, z których bardziej przednimi byli: bardzo znakomity Pan Przełożony, MD Klejna, szczególny przyjaciel Rezydencji i Towarzystwa znawca, i oprócz tego najznakomitsi tego miasta” Ta sama kronika pod datą 25 czerwca 1738 r. podaje: „Uczynił wspaniałą procesji część tak kler w wielkiej liczbie, jak i szlachta i szkolna młodzież z zapalonymi świecami idąc na przedzie. Obraz świętego Jana ładnie ozdobiony nieśli w procesji uroczystej: MD Franciszek Osten, podpułkownik JKM i MD Klejna, Eques Polonus (rycerz, szlachcic polski)”.

## Życie prywatne
W dniu 12 marca 1748 r. Jan Ludwik Klejna sporządził swój testament. Miał wtedy 80 lat i zapewne uznał, że jest to odpowiedni moment aby zapisać swoją ostatnią wolę. Dokument zachował się w archiwum rodzinnym w całości a jego kopia znajduje się w księgach grodzkich Wałcza, gdyż „na wniosek MD Franciszka Klejna, testament ten, został wszyty do akt grodzkich wałeckich w poniedziałek po święcie Nawiedzenia NMP(7 lipca) roku Pańskiego 1749.” W swojej ostatniej woli Ludwik jedynym swoim spadkobiercą uczynił syna – Franciszka Klejnę, – „Jakom zaś autentycznie przed aktami, uzyskawszy przedtem konsens Króla Jmci uczyniłem cesję wsi Wiesiółka na rzecz pomienionego syna mego, tak i obecną dyspozycyją mojej ostatniej woli zostawuję tegoż syna przy posiadaniu Wiesiółki z inwentarzem i wszelkim sprzętem domowym, zachowując sobie do zgonu mego życia stosowne do mego stanu utrzymanie. W dalszej części testamentu Jan Ludwik rekomenduje szlachetnie urodzonemu Strzegockiemu, aby swoją żonę, a jego córkę, traktował według poprzysiężonego związku i afektu, i aby raczył trochę lepiej się z nią obchodzić. Nakazuje wypłacić 6000 zł Panu Strzegockiemu jako resztę posagu swojej córki i poleca odebrać od Panów Turno macierzystą sumę posagową. Na uwagę zasługuje fragment dotyczący budowy ołtarza bocznego w kościele Skrzatuskim -„Miał ŚP. Szlachetnie Urodzony Ertman-Fryderyk Turno, ojciec mojej żony a dziad syna mego, ołtarz w kościele skrzetuskim erygować, na który dał już tynfów 200 a ja 100. Obliguję Pana Franciszka, syna mego aby to dzieło na chwałę Boską i pamiątkę do zupełnego poprowadził skutku”. W kościele skrzatuskim są cztery ołtarze. Jeden z nich był ufundowany przez rodzinę Ostenów, drugi przez rodziny Turno i Klejna. Nie wiadomo nic na temat fundatorów pozostałych ołtarzy. Na koniec Jan Ludwik pisze – „Przecież życzyłbym sobie leżeć w skrzatuskim sub titulo Wniebowzięcia najświetszej Maryji Panny u której ja w życiu swoim wiele uznawał łask i pro kiedyś erygowanym gdzie przodkowie moi i żona są pochowani obliguję.” Świadkiem pisania testamentu był Franciszek Sarnowski.  Jan Ludwik Klejna zmarł 30 kwietnia 1749 r. w wieku 81 lat i został pochowany w krypcie skrzatuskiego kościoła.
Jan Ludwik Klejna i Marianna Klejna de Turno pozostawili po sobie następujących potomków:
- Konstancja – ur. 30 marca 1715 r. w Wiesiółce, poślubiona Atoniemu Strzegockiemu ze Strzegoncina (herbu Przegonia), cześnika bracławskiego. Ślub odbył się w Wiesiółce 26 lipca 1736 r. Po ślubie zamieszkali w Starczewie koło Murowanej Gośliny, gdzie Antoni miał swój majątek.
- Marianna Magdalena – ur. 6 czerwca 1716 r. w Wiesiółce
- Franciszek – ur. 22 października 1717 r. w Wiesiółce, zm. 10 lipca 1779 r. w Wiesiółce